# Panamerikanische Spiele 2019/Leichtathletik – Hochsprung der Männer

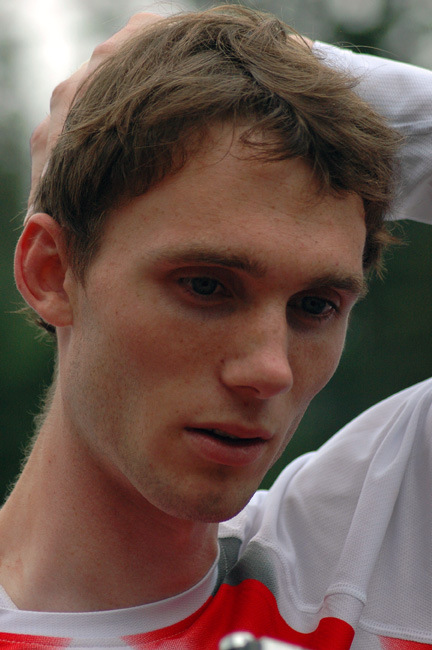
Michael Mason (2008) gewann Silber

Der Hochsprung der Männer bei den Panamerikanischen Spielen 2019 fand am 9. August im Villa Deportiva Nacional in der peruanischen Hauptstadt Lima statt.
14 Hochspringer aus elf Ländern nahmen an dem Wettbewerb teil. Die Goldmedaille gewann Luis Zayas mit 2,30 m, Silber ging an Michael Mason mit 2,28 m und die Bronzemedaille gewann Roberto Vilches mit 2,26 m.

## Rekorde
Vor dem Wettbewerb galten folgende Rekorde:
| Weltrekord        | Javier Sotomayor | 2,45 m | Salamanca, Spanien                                    | 27. Juli 1993 |
| Rekord der Spiele | Javier Sotomayor | 2,40 m | Panamerikanische Spiele in Mar del Plata, Argentinien | 25. März 1995 |

## Ergebnis
9. August 2019, 16:50 Uhr
| Platz | Athlet            | Land                | 2,05 | 2,10 | 2,15 | 2,18 | 2,21 | 2,24 | 2,26 | 2,28 | 2,30 | 2,32 | Höhe (m) |
| ----- | ----------------- | ------------------- | ---- | ---- | ---- | ---- | ---- | ---- | ---- | ---- | ---- | ---- | -------- |
|       | Luis Zayas        | Kuba                | –    | –    | o    | o    | o    | xo   | xo   | o    | xo   | x–   | 2,30 PB  |
|       | Michael Mason     | Kanada              | –    | o    | o    | o    | o    | o    | xo   | xo   | x–   | xx   | 2,28     |
|       | Roberto Vilches   | Mexiko              | –    | o    | o    | o    | xo   | o    | xo   | xxx  |      |      | 2,26     |
| 4     | Fernando Ferreira | Brasilien           | –    | o    | o    | o    | o    | xo   | xxo  | xxx  |      |      | 2,26 SB  |
| 5     | Keenon Laine      | Vereinigte Staaten  | –    | –    | o    | xo   | o    | xxx  |      |      |      |      | 2,24     |
| 6     | Jeron Robinson    | Vereinigte Staaten  | –    | –    | o    | xo   | o    | xxx  |      |      |      |      | 2,21     |
| 7     | Eure Yáñez        | Venezuela           | –    | o    | xxo  | –    | xo   | xxx  |      |      |      |      | 2,21     |
| 8     | Luís Castro       | Puerto Rico         | –    | o    | –    | xxo  | xxx  |      |      |      |      |      | 2,18     |
| 9     | Arturo Chávez     | Peru                | o    | xo   | o    | xxx  |      |      |      |      |      |      | 2,15 =SB |
| 9     | Edgar Rivera      | Mexiko              | –    | xo   | o    | xxx  |      |      |      |      |      |      | 2,15     |
| 11    | Carlos Layoy      | Argentinien         | –    | xxo  | xxx  |      |      |      |      |      |      |      | 2,10     |
| 11    | Donald Thomas     | Bahamas             | –    | xxo  | –    | x–   | xx   |      |      |      |      |      | 2,10     |
| 13    | Jermaine Francis  | St. Kitts und Nevis | xxo  | xxo  | xxx  |      |      |      |      |      |      |      | 2,10 =SB |
|       | Jamal Wilson      | Bahamas             | –    | –    | xxx  |      |      |      |      |      |      |      | NM       |

Zeichenerklärung: – = Höhe ausgelassen, x = Fehlversuch, o = Höhe übersprungen